# Red Button
Red Button — утиліта із закритим вихідним кодом для оптимізації та очищення 32-бітових та 64-розрядних операційних
систем Microsoft Windows, розроблена компанією «Pothos».

## Опис
Утиліта надає інструмент для оптимізації та очищення операційних систем сімейства Windows. До її можливостей входять очищення системи від сміття, завдяки чому відбувається зменшення займаного дискового простору, зміна прихованих системних налаштувань, збільшення швидкості роботи та завантаження програм/системи, сканування та виправлення помилок у системному реєстрі, поліпшення продуктивності ігрових програм, видалення/приховування вбудованих компонентів Windows, завершення динамічних бібліотек.
Весь механізм програми для оптимізації системи запрограмований в одній кнопці, дії якої можна налаштувати параметри утиліти. Також Red Button підтримує опції командного рядка.
В даний час підтримуються такі операційні системи: Windows XP, Windows Vista, Windows 7, Windows 8 (x86), Windows 10 (x86), включаючи 32- та 64-бітові редакції.

## Можливості

#### Очищення диска
Вкладка «Система»
- Результати сканування системи
- Інсталятори завантажених та встановлених файлів програм
- Завантажені та встановлені файли програм
- Файли викинуті оновленням Windows
- Дампи пам'яті
- Файли передвиборки
- Список останніх документів
- Кошик
- Повертаючи частину «Меню Пуск»
- Тимчасові файли
- Ескізи
- Журнали Windows

#### Вкладка «Додатки»
Дозволяє видаляти дані, що збираються різними програмами, встановленими в системі, включаючи Adobe Flash Player, Firefox, Opera, Internet Explorer, Safari, Google Chrome.

#### Вкладка «Шаблони»
- Порожні папки. (Остання версія програми не розуміє посилання (Juncti), вважаючи їх порожніми директоріями і видаляє, що ламає половину структури папок Windows 7-10, роблячи систему не робочою)
- Застарілі ярлики
- Порожні файли
- Резервні копії різних розширень файлів
- Журнали
- Звіти про помилки
- Резервні копії
- Тимчасові файли
- Вкладка «Інше»

Дозволяє видаляти будь-які файли та папки, вказані користувачем. При вказівці файлів для видалення можуть використовуватися як шляхи («Додати файл», «Додати папку»), так і маски («Додати маску»).

#### Очищення реєстру
Вкладка «Помилки»
- ActiveX і Class
- Програми
- Шляхи додатків
- Розширення файлів
- Шрифти
- Встановлені програми
- Довідкові файли
- Відсутні загальні DLL
- Кеш MUI
- Відсутні програми
- Автозавантаження
- Звуки подій
- Упорядкування меню «Пуск»
- Деінсталяція програм

Вкладка «Історія»
- Діалоги Відкрити/Зберегти.
- DirectX
- Провідник (StreamMRU/UserAssist)
- Paint
- Редактор реєстру
- Підключення до віддаленого робочого столу
- WordPad

Компоненти ОС
- Видалення численних вбудованих компонентів Windows.

Налаштування швидкодії
- Автоматичне завершення завислих програм, служб та DLL з пам'яті
- Вимкнути автоматичне оновлення Windows
- Вимкнути брандмауер Windows
- Вимкнути підсистеми POSIX
- І багато іншого[13][14]